# Орловское сельское поселение (Томская область)
Орло́вское се́льское поселе́ние — муниципальное образование в Верхнекетском районе Томской области Российской Федерации.
Административный центр — посёлок Центральный.

## История
В 2004—2010 гг. на территории поселения действовала община эвенков «Орловка». Община была названа по реке и бывшему эвенкийскому посёлку Орловка. Основные виды деятельности — рыболовство, охота, сбор дикоросов.
Статус и границы сельского поселения установлены Законом Томской области от 10 сентября 2004 года № 199-ОЗ О наделении статусом муниципального района, поселения (городского, сельского) и установлении границ муниципальных образований на территории Верхнекетского района.

## Население
| 2002 | 2010 | 2012 | 2013 | 2014 | 2015 | 2016 |
| ---- | ---- | ---- | ---- | ---- | ---- | ---- |
| 823  | ↘614 | ↘581 | ↘558 | ↘525 | ↘498 | ↘476 |
| 2017 | 2018 | 2019 | 2020 | 2021 |      |      |
| ↘453 | ↘435 | ↘419 | ↘406 | ↘294 |      |      |

## Состав сельского поселения
| № | Населённый пункт | Тип населённого пункта          | Население |
| - | ---------------- | ------------------------------- | --------- |
| 1 | Дружный          | посёлок                         | ↘129      |
| 2 | Центральный      | посёлок, административный центр | ↘165      |

## Местное самоуправление
Глава поселения — Горбунова Виктория Васильевна (и. о.).